# ارتو ئه کسسو
ارتو ئه کسسو (به ایتالیایی: Erto e Casso) یک کومونه در ایتالیا است که در استان پوردنونه واقع شده‌است. ارتو ئه کسسو ۵۲٫۳ کیلومتر مربع مساحت و ۳۸۸ نفر جمعیت دارد و ۷۷۵ متر بالاتر از سطح دریا واقع شده‌است.